# Love epidemic
Love epidemic is een single van The Trammps. Het is afkomstig van hun album Trammps. Het was de eerste hit van deze Philly-soulband uit de Verenigde Staten in Nederland en Vlaanderen.

## Hitnotering
In thuisland Verenigde Staten behaalde het geen plaats in de Billboard Hot 100, maar haalde wel de 75e plaats in de Hot R&B/Hip-Hop Songs-lijst van Billboard.

### Nederlandse Top 40
| Hitnotering: week 15 t/m 21 | Hitnotering: week 15 t/m 21 | Hitnotering: week 15 t/m 21 | Hitnotering: week 15 t/m 21 | Hitnotering: week 15 t/m 21 | Hitnotering: week 15 t/m 21 | Hitnotering: week 15 t/m 21 | Hitnotering: week 15 t/m 21 | Hitnotering: week 15 t/m 21 |
| Week:                       | 1                           | 2                           | 3                           | 4                           | 5                           | 6                           | 7                           |                             |
| --------------------------- | --------------------------- | --------------------------- | --------------------------- | --------------------------- | --------------------------- | --------------------------- | --------------------------- | --------------------------- |
| Positie:                    | 19                          | 15                          | 11                          | 11                          | 18                          | 33                          | 39                          | uit                         |

### NederlandseDaverende 30
| Hitnotering: 13-4-1974 t/m 24-5-1974 | Hitnotering: 13-4-1974 t/m 24-5-1974 | Hitnotering: 13-4-1974 t/m 24-5-1974 | Hitnotering: 13-4-1974 t/m 24-5-1974 | Hitnotering: 13-4-1974 t/m 24-5-1974 | Hitnotering: 13-4-1974 t/m 24-5-1974 | Hitnotering: 13-4-1974 t/m 24-5-1974 | Hitnotering: 13-4-1974 t/m 24-5-1974 |
| Week:                                | 1                                    | 2                                    | 3                                    | 4                                    | 5                                    | 6                                    |                                      |
| ------------------------------------ | ------------------------------------ | ------------------------------------ | ------------------------------------ | ------------------------------------ | ------------------------------------ | ------------------------------------ | ------------------------------------ |
| Positie:                             | 21                                   | 13                                   | 11                                   | 11                                   | 19                                   | 28                                   | uit                                  |

### BelgischeBRT Top 30
| Hitnotering: 18-5-1974 t/m 5-7-1974 | Hitnotering: 18-5-1974 t/m 5-7-1974 | Hitnotering: 18-5-1974 t/m 5-7-1974 | Hitnotering: 18-5-1974 t/m 5-7-1974 | Hitnotering: 18-5-1974 t/m 5-7-1974 | Hitnotering: 18-5-1974 t/m 5-7-1974 | Hitnotering: 18-5-1974 t/m 5-7-1974 | Hitnotering: 18-5-1974 t/m 5-7-1974 | Hitnotering: 18-5-1974 t/m 5-7-1974 |
| Week:                               | 1                                   | 2                                   | 3                                   | 4                                   | 5                                   | 6                                   | 7                                   |                                     |
| ----------------------------------- | ----------------------------------- | ----------------------------------- | ----------------------------------- | ----------------------------------- | ----------------------------------- | ----------------------------------- | ----------------------------------- | ----------------------------------- |
| Positie:                            | 28                                  | 11                                  | 7                                   | 9                                   | 18                                  | 19                                  | 20                                  | uit                                 |